# 鴨付町
鴨付町（かもつきちょう）は、愛知県名古屋市中村区の地名。鴨付町1丁目および鴨付町2丁目。住居表示未実施。

## 地理
名古屋市中村区西部に位置する。東から北は稲葉地町、南は小鴨町に接する。

## 歴史

### 地名の由来
岩塚町の字小鴨の「鴨」および字用水附の「附」により、鴨付町と命名されたものである。

### 沿革
- 1960年（昭和35年）1月25日 - 以下の通り、中村町稲葉地町および岩塚町の各一部により、同区鴨付町として成立[9]。
  - 鴨付町1丁目が、稲葉地町7丁目および岩塚町字小鴨の各一部により成立。
  - 鴨付町2丁目が、岩塚町字小鴨・字用水附・字小鴨上り・字一丁田・字木戸際の各一部により成立[10]。
- 1966年（昭和41年）12月9日 - 1・2丁目の各一部が小鴨町、2丁目の一部が剣町にそれぞれ編入される[10]。

## 世帯数と人口
2019年（平成31年）2月1日現在の世帯数と人口は以下の通りである。
| 町丁   | 世帯数  | 人口  |
| ------ | ------- | ----- |
| 鴨付町 | 368世帯 | 829人 |

### 人口の変遷
国勢調査による人口の推移
| 1960年（昭和35年） | 770人   | [ 11 ] |  |
| 1965年（昭和40年） | 1,256人 | [ 11 ] |  |
| 1970年（昭和45年） | 1,181人 | [ 12 ] |  |
| 1975年（昭和50年） | 1,139人 | [ 12 ] |  |
| 1980年（昭和55年） | 1,009人 | [ 13 ] |  |
| 1985年（昭和60年） | 883人   | [ 13 ] |  |
| 1990年（平成2年）  | 808人   | [ 14 ] |  |
| 1995年（平成7年）  | 826人   | [ 15 ] |  |
| 2000年（平成12年） | 714人   | [ 16 ] |  |
| 2005年（平成17年） | 907人   | [ 17 ] |  |
| 2010年（平成22年） | 900人   | [ 18 ] |  |
| 2015年（平成27年） | 867人   | [ 19 ] |  |

## 学区
市立小・中学校に通う場合、学校等は以下の通りとなる。また、公立高等学校に通う場合の学区は以下の通りとなる。
| 番・番地等 | 小学校               | 中学校               | 高等学校 |
| ---------- | -------------------- | -------------------- | -------- |
| 全域       | 名古屋市立岩塚小学校 | 名古屋市立御田中学校 | 尾張学区 |

## 施設
- 名古屋市道岩塚牧野線（通称：千成通）[7]
- 鴨付郵便局[7]
- 鴨付公園[7]
- 立正佼成会名古屋教会[7]
- 大一美術館

## その他

### 日本郵便
- 郵便番号 : 453-0843[4]（集配局：中村郵便局[22]）。